# نايجل بولتون
نايجل بولتون (بالإنجليزية: Nigel Bolton)‏ (14 يناير 1975 في المملكة المتحدة - ) هو لاعب كرة قدم بريطاني في مركز الهجوم. لعب مع Darlington Railway Athletic F.C. ‏ وEsh Winning F.C. ‏ وShildon A.F.C. ‏ وتولو تاون ‏ ووست أوكلاند تاون ‏ ودارلينجتون إف سى.